# ۱۲ ذی‌الحجه
۱۲ ذیحجه، دوازدهمین روز از ماه ذیحجه در تقویم هجری قمری است.
در تقویم هجری قمری قراردادی این روز سیصد و سی و هفتمین روز سال است.

## وقایع
- ۱۲ بعثت - وقوع پیمان عقبه اول میان پیامبر اسلام محمد و دوازده نفر از هفت خانواده از دو قبیلهٔ اوس و خزرج در موسم حج.
- ۱۳ بعثت - وقوع پیمان عقبه دوم میان پیامبر اسلام محمد و ۷۵ نفر از مسلمانان یثرب. این بیعت پیش زمینهٔ هجرت محمد از مکه به یثرب را فراهم آورد. محمد از بین این افراد، دوازده تن را به عنوان نقیب برگزید تا دیگران را کنترل کرده و مردم با آنان در تماس باشند.
- ۱۳۱۷ - اولین سفر مظفرالدین شاه قاجار به فرنگ.

## درگذشتگان
- حکیم سنایی غزنوی، شاعر و عارف ایرانی (۴۷۳ ق)
- ابوالفضل ساوجی عالم و خوشنویس برجسته ایرانی (۱۳۱۲ق)